# Callinaz
Callinaz är ett rockabilly/rock'n'roll-inspirerat dansband från Klippan i Skåne, bildat 2010.

## Historik
Bandet bildades 2010 i Klippan av Carolina Skaarup Olsson, som ville skapa ett dansband och tog hjälp av några kompisar och annonserade efter bandmedlemmar på Internet. 2011 släpptes deras första debutalbum "Från mörker till ljus". 2014 vann bandet "Sveriges Radio-priset" under Guldklaven. 2013 deltog bandet i Bingolottos dansbandstävling. 2013 och 2017 nominerades Carolina till årets sångerska under Guldklaven, samma år nominerades Andreas från bandet till årets trummis och bandet till årets mogenband under Guldsladden. 2022 tog de hem Guldklaven för Årets Innovation för deras kreativa, nytänkande och ambitiösa arbete genom coronapandemiåren.

## Diskografi
Baserat på Callinaz på Spotify.

### Album (CD)
- Från mörker till ljus (2011)
- Så kom jag till Provence (2012)
- Fest i folkets park (2014)
- Lite som du vill (2015)
- Fröken Dynamit (2018)

### Album (Vinyl)
- Exclusive Limited Edition (2016)
- På Riktigt (2020)

## Nuvarande medlemmar
- Carolina Skaarup-Lagerborg - Sång, gitarr, klaviatur, dragspel, munspel & saxofon
- Mikael Rosenqvist - Bas, sång
- Andreas Holmberg - Trummor, sång
- Jonas Nordqvist - klaviatur, gitarr, sång, lap steel
- Herman Fridman - Gitarr, sång, munspel

## Tidigare medlemmar
- Tom Lindquist - Gitarr, klaviatur, munspel, sång
- Simon Andersson - Gitarr, sång
- Simon Wardin - Gitarr, Kazoo, sång
- Johannes Widén-Eklund - Gitarr
- Jianis Xouri - Gitarr
- Viktor Alfredsson - Gitarr
- Magnus Ehnberg - Klaviatur
- Derry Davey - Klaviatur
- Alexander Roos - Klaviatur